# Der gestiefelte Kater: Der letzte Wunsch
Der gestiefelte Kater: Der letzte Wunsch (Originaltitel: Puss in Boots: The Last Wish) ist ein US-amerikanischer Animationsfilm aus dem Jahr 2022 und eine Fortsetzung zu Der gestiefelte Kater (2011), dem ersten Spin-off der Shrek-Filmreihe. Inszeniert wurde der Film von Joel Crawford, während das Drehbuch von Paul Fisher und Tommy Swerdlow geschrieben wurde. Die Produktion übernahm Mark Swift von DreamWorks Animation und den Vertrieb Universal Pictures. Wie auch im ersten Teil sind in der Originalfassung Antonio Banderas und Salma Hayek in den Rollen der Hauptfiguren des gestiefelten Katers und der Kitty Samtpfote zu hören. Außerdem gehören unter anderen Harvey Guillén, Florence Pugh, Olivia Colman und John Mulaney zur Stimmenbesetzung. Für die deutsche Synchronfassung kehrten Benno Fürmann und Carolina Vera Squella als gestiefelter Kater und Kitty Samtpfote zurück. Dem Therapiehund Perro lieh Riccardo Simonetti seine Stimme. Die Handlung des Filmes spielt nach den Ereignissen aus Für immer Shrek (2010) und folgt dem gestiefelten Kater sowie seinen Freunden Kitty Samtpfote und Perro auf der Suche nach dem Wunschstern, mit dessen Hilfe der Kater acht verlorene seiner neun Leben wiederherstellen möchte. Doch auf der Suche wird er von neuen Feinden gejagt.
Im November 2012 wurde erstmals bekanntgegeben, dass an einer Fortsetzung zu Der gestiefelte Kater gearbeitet werde. Antonio Banderas bestärkte dies 2014, kurz bevor der Titel als Der gestiefelte Kater 2: Neun Leben & 40 Diebe verkündet wurde. Nach mehreren Personalwechseln wurde bekanntgegeben, dass der Animationsstil an den von Spider-Man: A New Universe und Akira angelehnt sein werde. Premiere feierte Der gestiefelte Kater: Der letzte Wunsch nach einigen Verschiebungen am 21. Dezember 2022 in den Vereinigten Staaten und am 22. Dezember 2022 in Deutschland. Der Film erhielt positive Kritiken, die die Animation, die Themen, die Synchronsprecher und den Humor lobten. Er wurde unter anderem bei den Oscars 2023, den Golden Globe Awards 2023 und den Critics’ Choice Movie Awards 2023 als bester Animationsfilm nominiert.

## Handlung
Nach den Ereignissen aus dem ersten Film sowie aus Für immer Shrek veranstaltet der gestiefelte Kater in der Villa des Gouverneurs eine Party, bis diese durch den plötzlichen Angriff eines Erdriesen beendet wird. Er schafft es, diesen zu besiegen, wird aber kurz darauf von einer Glocke zerquetscht. Als er aufwacht, erklärt ihm ein Arzt, dass er bereits acht seiner neun Leben verloren habe und sich zur Ruhe setzen sollte. Der Kater stellt dies in Frage, bis er am Abend in einer Kneipe auf den Tod in Gestalt eines großen, in schwarze Gewänder gehüllten Wolfs trifft, der ihn zu bezwingen droht. Der Kater schafft es zu fliehen, sieht aber schweren Herzens ein, dass er sein Leben als gesetzloser Held hinter sich lassen muss, und zieht ins Katzenhaus der alten Dame Mama Luna. Symbolisch begräbt er seine Kleider.
Die Zeit vergeht und der Kater hat sich an das ruhige Leben bei Mama Luna gewöhnt. Er lernt dort einen optimistischen Hund kennen, der sich ins Haus geschlichen hat und dem Kater gegen dessen Willen auf Schritt und Tritt folgt. Eines Tages taucht Goldlöckchen gemeinsam mit ihrer Ziehfamilie, bestehend aus Papa, Mama und Baby Bär auf, um den Kater zu engagieren. Dieser soll die Karte stehlen, die zu einem Wunschstern führt und an diesem Abend an den Backwaren-Imperator Jack Horner geliefert wird. Sie findet das Grab, ahnt jedoch nicht, dass sich darin nur die Kleider befinden, und erwähnt den Plan in Gegenwart des unerkannten Katers. Dieser erkennt die Gelegenheit, mithilfe des Wunsches seine verlorenen Leben wiederherzustellen, und bricht in Jacks Fabrik ein, um die Karte zu stehlen. Dort trifft er auf den Hund, der ihm gefolgt war, sowie auf Kitty Samtpfote, die nach einem früheren Vorfall in Santa Coloma einen Groll gegen ihn hegt und ebenfalls für den Diebstahl engagiert werden sollte. Nach einem Gefecht mit Goldis Familie und Jack Horners Bäckern gelingt es ihnen, zusammen mit dem Hund, der von Kitty Perro genannt wird, mit der Karte zu entkommen.
Die Karte führt das Trio in den Dunklen Wald, dessen Landschaften sich je nachdem verändern, wer die Karte in Händen hält. Katers und Kittys Landschaft erscheint bedrohlich und dämonisch, während sich Perros als farbenfrohes Wunderland darstellt und sich die Hindernisse durch Empathie lösen lassen, weshalb er zum Kartenträger auserkoren wird. Während die Gruppe den Fluss des Faulenzens hinabschippert, wirft der Kater einen Stock, den er zuvor als Ersatz für seinen beim Kampf mit dem Wolf zurückgelassenem Degen verwendet hat, an Land. Perro möchte apportieren, wird dabei aber von Jack gefangen genommen. Goldi und die drei Bären stoßen dazu und es kommt zu einem Scharmützel, das davon unterbrochen wird, dass der Kater den Wolf erblickt, flieht und damit Kitty, die die Karte hält, ablenkt. Goldi schnappt sich daraufhin die Karte.
Perro findet den Kater erschöpft und erfährt, dass er Kitty damals in Santa Coloma am Altar hat stehen lassen. Kitty platzt in das Gespräch und beichtet, dass sie ebenfalls nicht am Altar erschienen sei, da der Kater seine eigene Legende über alle anderen stellen würde. Gemeinsam schaffen sie es, die Karte von Goldi zurückzuerobern. Während der Flucht berührt der Kater versehentlich die Karte, die Landschaft ändert sich und er ist in der Höhle der verlorenen Seelen gefangen. Dort trifft er auf seine vergangenen Leben sowie den Wolf, der sich nun als der Tod zu erkennen gibt. Der Kater flieht, was Kitty und Perro beobachten.
Goldi erklärt währenddessen ihrer Bärenfamilie, dass sie sich eine menschliche Familie wünscht, sehr zur Enttäuschung der Bären. Gerade als der Kater seinen Wunsch aussprechen will, stört ihn Kitty dabei und spricht ihre Enttäuschung aus. Nun stoßen Goldi und Jack dazu und es folgt ein Kampf, bei dem Jack außer Gefecht gesetzt wird und Goldi sich gegen ihren Wunsch und für die Rettung von Baby Bär entscheidet. Der Tod erscheint und liefert sich ein Duell mit dem Kater. Dieser gibt zu erkennen, dass er den Tod nicht mehr fürchtet, und entzieht jenem damit die Motivation, sich den Kater zu holen. Er verschwindet mit der Versicherung, dass sie sich wiedersehen würden. Mithilfe eines Kekses, der ihn wachsen lässt, versucht Jack ein letztes Mal die Karte zu ergreifen, was durch ein gemeinsames Eingreifen aller anderen vereitelt wird. Sie zerreißen die Karte und der Wunschstern bricht gemeinsam mit Jack in sich zusammen.
Goldi akzeptiert, dass sie Teil der Bären-Familie ist, während sich der Kater mit Kitty versöhnt. Gemeinsam mit Perro, der nun den Namen Perrito bekommen hat, stehlen sie einige Zeit später das Boot des Gouverneurs und setzen die Segel in Richtung Weit Weit Weg.

## Hintergrund

### Entstehung und Personal

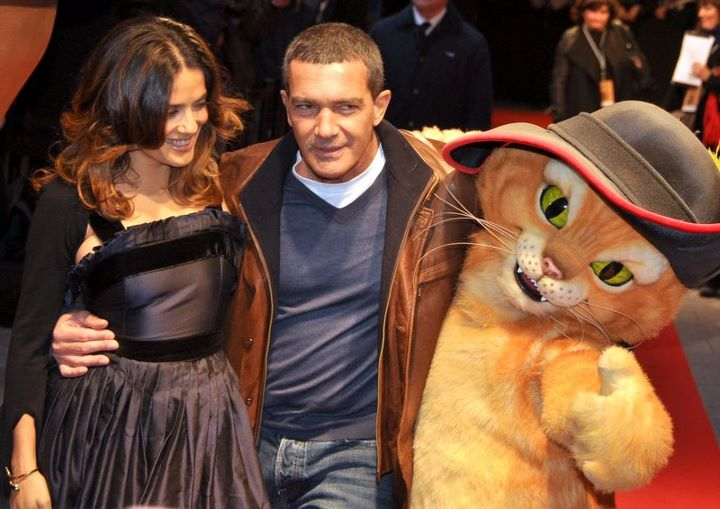
Salma Hayek und Antonio Banderas bei der Premiere von Der gestiefelte Kater in Paris

Nach dem Erfolg des ersten Teils teilte der ausführende Produzent Guillermo del Toro im November 2012 mit, dass Chris Miller, der Regisseur des ersten Teils, den gestiefelten Kater in einem zweiten Film auf ein Abenteuer an einen „sehr exotischen Ort“ mitnehmen wolle. Er sagte auch, dass ein paar Entwürfe für das Drehbuch fertiggestellt seien. Im April 2014 sagte Sprecher Antonio Banderas, dass die Arbeit an der Fortsetzung begonnen habe. Stand 12. Juni 2014 trug der Film den Titel Der gestiefelte Kater 2: Neun Leben & 40 Diebe. Im März 2015 sagte Banderas, dass das Drehbuch umstrukturiert werde. Er deutete auch an, dass Shrek in dem Film auftauchen könnte.
Im November 2018 wurde der Illumination-Gründer und -CEO Chris Meledandri als ausführender Produzent für Shrek 5 und Der gestiefelte Kater 2 an Bord geholt. Im Februar 2019 wurde bekannt gegeben, dass Bob Persichetti, Regisseur von Spider-Man: A New Universe (2018), den Film inszenieren sollte, während Latifa Ouaou als Produzentin engagiert wurde. Persichetti und Ouaou waren zuvor bereits am ersten Teil beteiligt. Am 19. August 2020 wurde der Titel von DreamWorks in Der gestiefelte Kater: Der letzte Wunsch umbenannt. Im März 2021 ersetzte Joel Crawford Persichetti als Regisseur, nachdem er zuvor mit Die Croods – Alles auf Anfang (2020) ein erfolgreiches DreamWorks-Sequel auf die Kinoleinwand gebracht hatte. Mark Swift wurde anschließend als neuer Produzent sowie James Ryan als Cutter und Paul Fisher und Tommy Swerdlow als Drehbuchautoren bekanntgegeben. Tom Wheeler, der Autor des ersten Teils, kehrte für das Exposé zurück. Nachdem bereits feststand, dass Antonio Banderas und Salma Hayek den Hauptfiguren wieder ihre Stimme leihen würden, wurde im März 2022 die Besetzung der weiteren Sprechrollen bekannt gegeben. Mit dabei waren Harvey Guillén, Florence Pugh und Olivia Colman.

### Drehbuch
Crawford erzählte, dass er für den Film auf der einen Seite den erwachsenen Humor aus früheren Werken des Shrek-Universums beibehalten, auf der anderen Seite aber einen dunkleren Ton einschlagen wollte, wobei die Sterblichkeit und damit verbundene Todesangst des Katers das Hauptaugenmerk des Films werden sollte. Dafür wurde das Konzept entwickelt, dass der Kater sein letztes Leben lebt und lernt, wie man das Leben wirklich genießt. Swift äußerte das Gefühl, dass nach über 20 Jahren, die seit dem ersten Shrek-Film vergangen waren, ein guter Zeitpunkt erreicht sei, um mit einem neuen Film neue Wege einzuschlagen und dunklere Themen als seine Vorgänger zu erforschen. Er ließ sich von Märchen der Brüder Grimm inspirieren und davon, wie sie „warnende Geschichten waren, die einen an einen dunklen Ort brachten, damit man das Licht zu schätzen lernt“. Dies beeinflusste auch die Entscheidung, den Tod als Wolf darzustellen, da Wölfe in den Geschichten der Brüder Grimm als die „Personifizierung der Angst“ dargestellt wurden. Ein anderer Einfluss für den Film ist das Genre des Spaghetti-Western, da diese Filme es geschafft hätten, zwischen verschiedenen Tonalitäten zu balancieren. Zwei glorreiche Halunken wurde als besonderer Einfluss auf die Handlung des Films angeführt.
Crawford sagte außerdem, dass er den Humor des Films „edgy“ und im Stil des ersten Shrek-Films gestalten wollte, um zu ehren, was das Publikum an früheren Filmen liebte, ohne aber lediglich vertrautes Terrain zu erneuern. Er war auch daran interessiert, weitere Charaktere aus dem Franchise einzubeziehen, wenn auch nicht auf Kosten der Geschichte des Films. Er hat darüber hinaus das Gefühl, dass „ein Fuß des gestiefelten Katers in die Shrek-Märchenwelt, ein anderer in der Spaghetti-Westernwelt getaucht ist“, und das Ziel, beide Aspekte in Einklang zu bringen, bestimmte Entscheidungen des Films beeinflussen.
Für die Eröffnungssequenz des Films wollten die Produzenten die Figur nicht einfach wieder dem allgemeinen Publikum vorstellen, sondern auch „die Welt vorstellen, in der sich die Figur jetzt befindet“, indem sie ihn als Berühmtheit etablierten, wobei sich die Autoren von Karikaturen von Mick Jagger beeinflussen ließen. Crawford wollte, dass der Kater den Film als eine „überlebensgroße“ Figur beginnt und im Laufe der Handlung seine Verletzlichkeit mehr und mehr annimmt. Swift beschrieb die Geschichte so, dass der Kater „herausfinden muss, wer er ohne all die Dinge, die alle an ihm schätzen, wirklich ist“. Die Idee, eine Szene zu zeigen, in der der Kater eine Panikattacke hat, entstand, nachdem das Team es als „unaufrichtig“ bezeichnete, dass der Kater seine Schwachstellen verbal ausdrückt. Eine Panikattacke indes wäre ein „natürlicher Punkt“ für den Kater, in dem die Figur gezwungen wäre, „die Fassade des furchtlosen Helden herunterzulassen“. Für die Szene schöpften Crawford und der Storyboard-Künstler Taylor Meacham aus ihren persönlichen Erfahrungen.

### Animation und Design
Wie beim vorherigen DreamWorks-Film Die Gangster Gang (2022) ließ sich das Studio vom Animationsdesign des Films Spider-Man: A New Universe von Sony Pictures Animation inspirieren, um den Film stärker an Bilderbuch-Illustrationen erinnern zu lassen. Den Impuls setzte Illustrator Nate Wragg, der zuvor ebenfalls an The Croods – Alles auf Anfang beteiligt war. Als weitere Inspirationsquelle wurde auch der populäre Anime Akira aus dem Jahr 1988 genutzt, während Die Gangster Gang zuvor noch auf Elemente aus Lupin III setzte. Mit neuer Technologie fokussierte sich das Team von DreamWorks mehr auf ein malerisches Design, um den Film wie eine Märchenwelt aussehen zu lassen. Damit distanzieren sie sich von jenem Stil, der von Studio Pacific Data Images 2001 mit Shrek – Der tollkühne Held geprägt worden war.

### Veröffentlichung
Der gestiefelte Kater: Der letzte Wunsch kam am 21. Dezember 2022 nach zahlreichen Verschiebungen in die Kinos. Stand 2014 sollte der Film erst am 2. November 2018 und später am 21. Dezember 2018 Premiere feiern. Diese Termine wurden 2015 aus dem Kalender gestrichen, da der neue Plan von DreamWorks nach einer Unternehmensumstrukturierung vorsah, nur noch zwei Filme pro Jahr zu veröffentlichen. Erst im März 2021 wurde ein neues Veröffentlichungsdatum ins Auge gefasst. Dieses war auf den 23. September 2022 datiert, wurde aber im April 2022 auf den 21. Dezember 2022 verschoben. Für diesen Termin war ursprünglich Der Super Mario Bros.-Film (2023) von Illumination vorgesehen. Am 26. November 2022 wurde der Film in ausgewählten Kinos einmalig vorgeführt.
Am 14. Juni 2022 wurden beim Festival d’Animation Annecy die ersten dreißig Minuten des Films gezeigt. Kritiker merkten den dunkleren Ton des Films im Vergleich zu seinem Vorgänger an, dem Regisseur Joel Crawford zustimmte und erwähnte, dass Katers „Angst vor dem Tod der Motor ist, der den Film antreibt“.
Der Film debütierte auch mit einer neu animierten Logo-Sequenz, die die Charaktere aus Die Gangster Gang, Drachenzähmen leicht gemacht, Kung Fu Panda, The Boss Baby, Trolls und Shrek – Der tollkühne Held zeigt. Zu hören ist eine neu gemasterte Version der von Harry Gregson komponierten Fanfare aus dem Jahr 2010, die mit mehreren Noten aus der Fanfare von 2019 von John Powell gemixt wurde. Produziert wurde das neue Intro von Suzanne Buirgy und Kendall Cronkhite.

## Musik
Die Filmmusik wurde von Heitor Pereira komponiert, der damit Henry Jackman, den Komponisten aus dem ersten Teil, ersetzte. Neben den Musikthemen wurden auch drei Songs aufgenommen, an denen neben Pereira Karol G, Antonio Banderas, Daniel Oviedo, Paul Fisher, Dan Navarro und Gaby Moreno mitwirkten. Der Soundtrack wurde am 16. Dezember 2022 von Back Lot Music veröffentlicht und enthält auch ein von Dan Navarro interpretiertes Cover des Liedes The End von The Doors aus dem Jahr 1967. Im Film ist außerdem Filmmusik aus Shrek 2 – Der tollkühne Held kehrt zurück zu hören.

## Rezeption

### Kritiken
Der gestiefelte Kater: Der letzte Wunsch erhielt positive Kritiken. Der Review-Aggregator von Rotten Tomatoes zählt 95 % der 193 Kritikerbewertungen positiv, mit einer durchschnittlichen Bewertung von 7,6/10. Der Konsens der Website lautet: „Mehr als ein Jahrzehnt nach der vorherigen Ausgabe erscheint der clevere, süße und lustige Der gestiefelte Kater: Der letzte Wunsch, der beweist, dass einige Franchises mit zunehmendem Alter nur noch besser werden.“ Die Website Metacritic, die mit einem gewichteten Durchschnitt arbeitet, ermittelt für den Film einen Score von 73/100, basierend auf 29 Kritiken. Die von CinemaScore befragten Zuschauer gaben dem Film eine durchschnittliche Note von A auf einer Skala von A+ bis F. PostTrak erhielt von 89 % der Zuschauer eine positive Bewertung.
Nach Verena Franke in der Wiener Zeitung ist dieser „Familienfilm mit richtig guter Animation witzig, emotional und putzig in den richtigen Dosen.“ Nach Christian Henning in der Bild werden „Kinderaugen staunen, so bunt, vielfältig und actiongeladen ist der Film. Die Eltern werden über Szenen und Witze lachen und schmunzeln, die ihre Kinder vielleicht gar nicht verstehen. Dieser Film macht richtig Spaß.“ Rafael Motamayor von IGN gab eine Bewertung von 9 von 10 Punkten und schrieb, dass „Der gestiefelte Kater: Der letzte Wunsch atemberaubende Animationen mit einer ergreifenden, überraschend ausgereiften Geschichte mischt, um die Antwort des Shrek-Franchises auf Logan zu liefern, von der wir nicht wussten, dass wir sie brauchen.“ Christy Lemire von rogerebert.com sagte, dass der Film, „nach einem fulminanten Start im Mittelteil ein wenig absackt, als klar wird, dass uns eine ziemlich normale Suche erwartet, wie man sie aus dem Drehbuch von Paul Fishers Die Croods – Alles auf Anfang und Tommy Swerdlows Der Grinch kennt. Natürlich ist jeder hinter jedem her und alle wollen dasselbe, mit einigen lustigen und beängstigenden Hindernissen auf dem Weg. Aber der Film schafft es auch, Botschaften von Selbstlosigkeit und Teamarbeit auf eine Weise zu vermitteln, die sich nicht schwerfällig oder cheesy anfühlt. Die herausragenden Sprachdarbietungen und schillernden Grafiken sind so fesselnd, dass man keinen Laserpointer oder eine mit Katzenminze gefüllte Spielzeugmaus braucht, um unterhalten zu werden.“ Nate Richards von Collider gab dem Film ein A- und sagte, dass sich „nichts in Der gestiefelten Kater: Der letzte Wunsch faul“ anfühle und „das lange Warten mehr als gerechtfertigt“ wäre. „Es sei nicht nur einer der besten Animationsfilme des Jahres, sondern auch einer der besten von DreamWorks und einer, der Kinobesucher jeden Alters“ ansprechen würde. Er wäre „zu gleichen Teilen aufregend und urkomisch sowie ernst. Mit Die Gangster Gang und Der gestiefelte Kater: Der letzte Wunsch“ wäre „es mehr als sicher zu sagen, dass DreamWorks zurück ist und (vielleicht) besser denn je.“
Peter Debruge von Variety gab dem Film eine positive Bewertung und sagte, der Film sei „DWAs bester Film seit der Drachenzähmen-leicht-gemacht“-Trilogie. Maxance Vincent von Loud and Clear gab dem Film vier von fünf Sternen und sagte, Der gestiefelte Kater: Der letzte Wunsch gäbe „ihm endlich Hoffnung, dass das Shrek-Franchise vielleicht noch nicht tot“ sei. Der Film beginne „mit einer der aufregendsten Action-Sequenzen, die [er] im ganze Jahr in einem Animationsfilm gesehen“ hätte, „tadellos vertont von Heitor Perreira singt unsere Titelfigur Wer ist unser furchtloser Lieblingsheld?, als er gegen einen Riesen kämpft.“ Er wäre „in den Film gezogen“ worden und es hätte „kein Zurück mehr gegeben.“ Emma Stefansky von IndieWire gab ebenfalls eine positive Bewertung ab und genoss die Tatsache, dass der Film „keine Skrupel hat, die Erwartungen seines jungen Publikums zu testen und gleichzeitig eine freilaufende Geschichte über die Wertschätzung der neun Leben zu liefern […]“. Frank Scheck von The Hollywood Reporter gab dem Film eine gemischte Kritik und schrieb, dass der Film „dunkler im Ton, aber immer noch extrem lustig sei“. Er bemängelte allerdings, dass der Film, „wie so viele seiner animierten Brüder, ins Stocken“ geriete, „sobald er auf die frenetischen Actionsequenzen, die anscheinend für die kurze Aufmerksamkeitsspanne von Knirpsen gestaltet wurden, zurückgreift.“ William Bibbiani von TheWrap bewertete den Film ebenfalls gemischt und fasste zusammen, dass es „ulkige Momente gäbe, die landen,“ und „Action-Szenen“ gäbe, „die zerplatzen, während die überwältigende Sensation hier, eine Meditation über die Unausweichlichkeit des Todes“ sei.

### Kommerzieller Erfolg
Der Film kostete in der Produktion ca. 80 bis 90 Mio. US-Dollar. Der gestiefelte Kater: Der letzte Wunsch spielte in den Vereinigten Staaten und Kanada 185,5 Millionen US-Dollar und in anderen Gebieten 295,5 Millionen US-Dollar ein, was einem weltweiten Gesamtbetrag von 481 Millionen US-Dollar entspricht.
In den Vereinigten Staaten und Kanada wurde erwartet, dass Der gestiefelte Kater: Der letzte Wunsch an seinem viertägigen Eröffnungswochenende in 4.000 Kinos 25 bis 30 Millionen US-Dollar einspielt. Tatsächlich wurden am ersten Tag Einnahmen von 3,2 Millionen US-Dollar und am zweiten 2,9 Millionen US-Dollar gezählt, wobei The Hollywood Reporter vermutete, dass der Wintersturm Elliott und der drastische Anstieg von COVID-19- und Grippefällen die Kinokassen beeinträchtigten. Die Einnahmen des Eröffnungswochenende beliefen sich auf 12,4 Millionen US-Dollar, auf sechs Tage geschätzt 26,2 Millionen US-Dollar, womit der Film als Zweitplatzierter hinter Avatar: The Way of Water landete. Obwohl der finanzielle Start unter den Erwartungen lag, zeigten sich Jim Orr, Präsident des inländischen Vertriebs von Universal, sowie verschiedene Branchenanalysten optimistisch, dass der Film in den kommenden Wochen durch Mundpropaganda und das Ende der Schulferien aufholen würde. An seinem zweiten Wochenende steigerten sich die Einnahmen von Der gestiefelte Kater: Der letzte Wunsch gegenüber seinem Debütwochenende um 35 % und betrugen somit 16,8 Millionen US-Dollar.

### Auszeichnungen
Alliance of Women Film Journalists Awards 2023
- Nominierung als Bester animierter Film[55]
- Nominierung für Beste animierte weibliche Figur (Salma Hayek)[55]

Annie Awards 2023
- Auszeichnung für das Beste Storyboarding (Anthony Holden)
- Auszeichnung für den Besten Schnitt (James Ryan, Jacquelyn Karambelas, Natalla Cronembold, Joe Butler & Katie Parody)
- Nominierung als Bester Film
- Nominierung für die Beste Synchronisation (Wagner Moura)
- Nominierung für das Beste Figurendesign (Jesús Alonso Iglesias)
- Nominierung für das Beste Szenenbild (Nate Wragg, Joseph Feinsilver, Claire Keane, Wayne Tsay & Naveen Selvanathan)[56]

Art Directors Guild Awards 2023
- Nominierung für das Beste Szenenbild eines Animationsfilms (Nate Wragg)[57]

Artios Awards 2023
- Nominierung für das Beste Casting in einem Animationsfilm (Christi Soper Hilt)[58]

British Academy Film Awards 2023
- Nominierung als Bester Animationsfilm[59]

Cinema Audio Society Awards 2023
- Nominierung für die Beste Tonmischung in einem Animationsfilm (Ken Gombos)[60]

Critics’ Choice Movie Awards 2023
- Nominierung als Bester animierter Film[61]

Dorian Awards 2023
- Nominierung als Bester Animationsfilm[62]

Eddie Awards 2023
- Nominierung für den Besten Schnitt in einem Animationsfilm (James Ryan)[63]

Golden Globe Awards 2023
- Nominierung als Bester animierter Film[64]

Golden Reel Awards 2023
- Nominierung für den Besten Tonschnitt in einem Animationsfilm (Jason W. Jennings & Julian Slater)[65]

Hollywood Critics Association Awards 2023
- Nominierung für Beste Sprach- oder Motion-Capture-Performance (Antonio Banderas)[66]
- Nominierung als Bester animierter Film[67]

Hollywood Music in Media Awards
- Nominierung für Beste Filmmusik in einem Animationsfilm (Heitor Pereira)[68]

Imagen Awards 2023
- Auszeichnung als Bester Animationsfilm
- Auszeichnung für die Beste Synchronarbeit (Antonio Banderas)[69]

NAACP Image Awards 2023
- Nominierung als Bester Animationsfilm[70]

Nickelodeon Kids’ Choice Awards 2023
- Nominierung als Beste Synchronsprecherin (Salma Hayek)[71]

Online Film Critics Society Awards 2023
- Nominierung als Bester animierter Spielfilm[72]

Oscarverleihung 2023
- Nominierung als Bester animierter Spielfilm

PETA Oscat Awards 2023
- Auszeichnung als Bester animierter Spielfilm

Producers Guild of America Awards 2023
- Nominierung als Bester Animationsfilm[73]

Saturn-Award-Verleihung 2024
- Nominierung als Bester Animationsfilm

VES Awards 2023
- Auszeichnung für die Beste Simulation von Effekten in einem Animationsfilm[74]

## Synchronisation
Die deutsche Synchronisation von Der gestiefelte Kater: Der letzte Wunsch wurde wie beim ersten Teil von Interopa Film unter der Regie von Axel Malzacher produziert.
| Rolle                 | Originalsprecher                     | Deutscher Sprecher    |
| --------------------- | ------------------------------------ | --------------------- |
| Der gestiefelte Kater | Antonio Banderas                     | Benno Fürmann         |
| Kitty Samtpfote       | Salma Hayek                          | Carolina Vera Squella |
| Perrito               | Harvey Guillén                       | Riccardo Simonetti    |
| Goldlöckchen          | Florence Pugh Kailey Crawford (jung) | Ronja Peters          |
| Mama Bär              | Olivia Colman                        | Bianca Krahl          |
| Papa Bär              | Ray Winstone                         | Douglas Welbat        |
| Baby Bär              | Samson Kayo                          | Leonhard Mahlich      |
| Jack Horner           | John Mulaney                         | Oliver Kalkofe        |
| Wolf/Der Tod          | Wagner Moura                         | Michael Lott          |
| Mama Luna             | Da’Vine Joy Randolph                 | Regina Lemnitz        |
| Doktor                | Anthony Mendez                       | Carlos Lobo           |
| Sprechende Grille     | Kevin McCann                         | Oliver Kalkofe        |
| Sister Serpents       | Betsy Sodaro                         | Cathlen Gawlich       |
| Sister Serpents       | Artemis Pebdani                      | Britta Steffenhagen   |
| Lebkuchenmann         | Conrad Vernon                        | Santiago Ziesmer      |
| Pinocchio             | Cody Cameron                         | Gerald Schaale        |